# 公田町 (前橋市)
公田町（くでんまち）は、群馬県前橋市の地名。郵便番号は379-2146。2013年現在の面積は1.22km2。

## 地理
前橋市の南部、利根川左岸に位置している。

### 河川
- 利根川

## 歴史
鎌倉時代頃からある地名である。江戸時代は前橋藩領だった。1874年から前橋市に合併するまでの80年間は三公田村だった。

### 年表
- 1874年 公田村、下公田村、茂右衛門分村が合併して三公田村が成立する。
- 1889年4月1日 町村制施行により、三公田村は鶴光路村、亀里村、三公田村、横手村、新堀村、下阿内村、力丸村、徳丸村、房丸村と合併し東群馬郡下川淵村大字三公田となる。
- 1896年4月1日 郡統合（東群馬郡と南勢多郡の統合）により勢多郡に所属する。
- 1954年4月1日 周辺1町5村（元総社村、上川淵村、芳賀村、桂萱村、群馬郡東村、総社町）とともに下川淵村は前橋市へ編入する。その際「三」を取り払い前橋市公田町となる。

## 世帯数と人口
2017年（平成29年）8月31日現在の世帯数と人口は以下の通りである。
| 町丁   | 世帯数  | 人口  |
| ------ | ------- | ----- |
| 公田町 | 315世帯 | 788人 |

## 経済
町内に「鳥めし弁当」で知られる登利平の本社がある（公田町667-2）。2009年（平成21年）に前橋市表町から移転した。
このほか町内に本社を置く企業として株式会社シェンペクス（公田町590番地、法人番号：3070001024897 ）、シェンペクス・インターナショナル株式会社（同、法人番号：8070001025008）がある。医療機器を取り扱っており、かつては航空事業にも挑戦していた（エアトランセを参照）。
2020年（令和2年）、長野県のスーパーマーケットチェーンであるツルヤによる初の県外店舗「前橋南店」開店。地元同業のベイシア本部に近い当地への出店として注目を集めた（公田町668-1）。

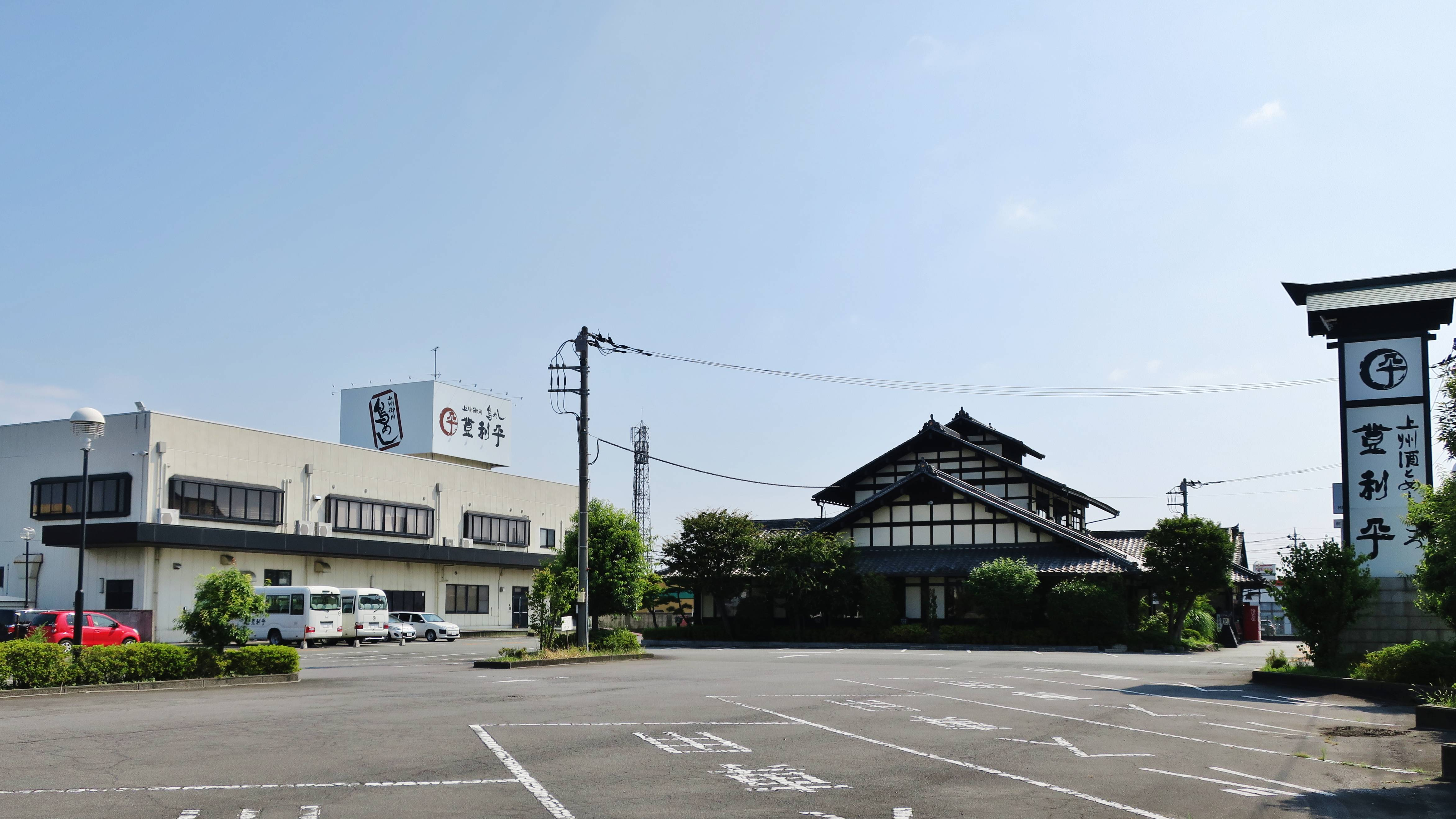
登利平本社（左）・南部店（右）
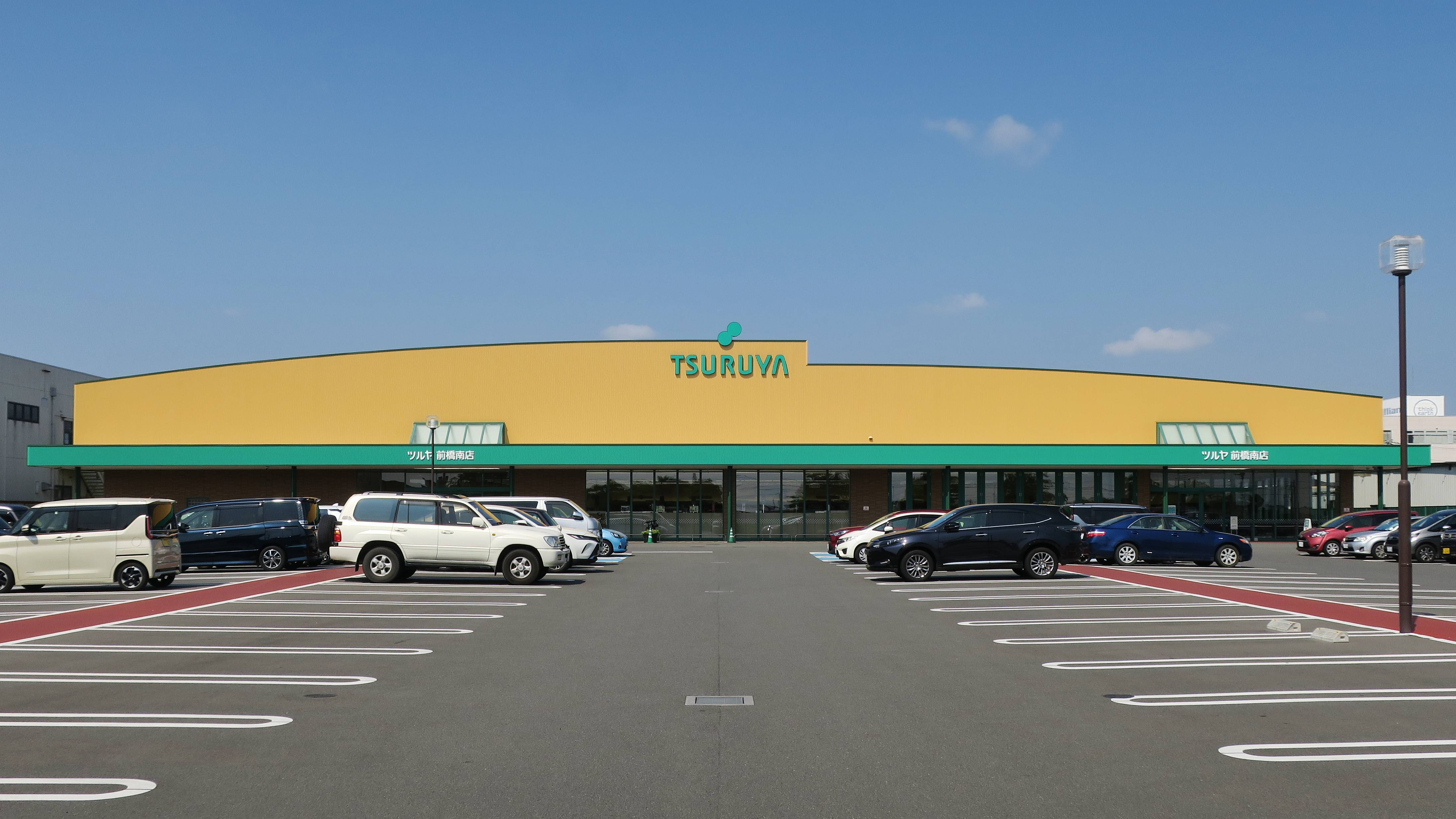
ツルヤ前橋南店

## 小・中学校の学区
市立小・中学校に通う場合、学区は以下の通りとなる。
| 番地 | 小学校               | 中学校             |
| ---- | -------------------- | ------------------ |
| 全域 | 前橋市立下川淵小学校 | 前橋市立第七中学校 |

## 交通

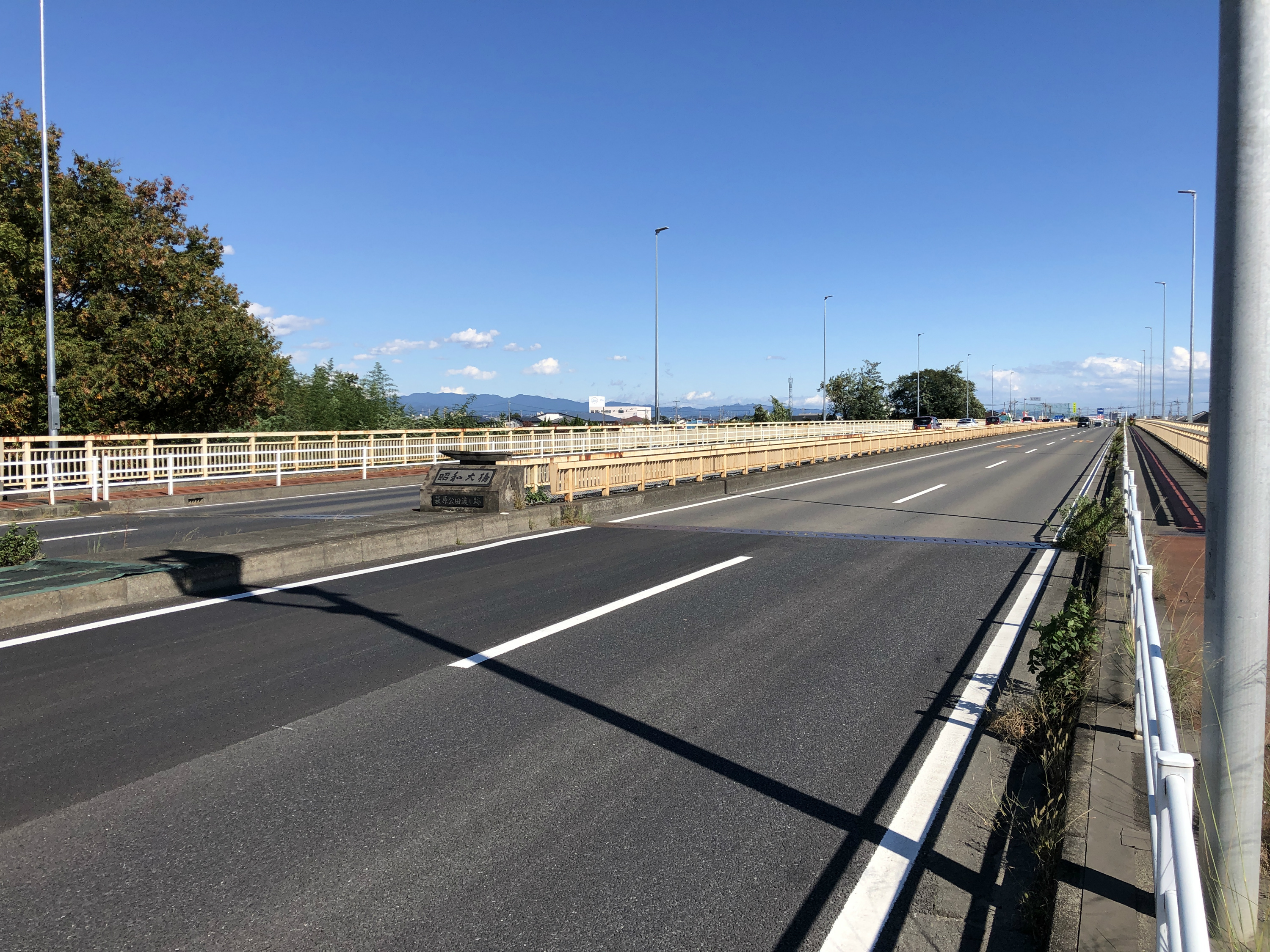
利根川に架かる昭和大橋（県道27号）。高崎市側から公田町を望む。

### 鉄道
鉄道駅はない。

### 道路
国道は通っておらず、県道は群馬県道27号高崎駒形線、群馬県道・埼玉県道13号前橋長瀞線が通っている。
利根川を挟んで西に隣接する高崎市萩原町とは昭和大橋によって結ばれている。架橋されるまで「萩原の渡し」・「公田の渡し」と呼ばれる渡し船が運航されており、中央分離帯に記念碑が建立されている。

### バス
昭和大橋付近に「公田町」、SuruSu祝昌こども園前に「祝昌第2保育園」バス停留所がある。日本中央バスが運行する路線バス「高崎大胡線」（路線番号15）のうち、前者は高崎駅発着の路線（路線番号15B、15C、15E）が、後者は群馬県立前橋南高等学校経由の路線（路線番号15B、15C）が停車する。

## 施設
- 公田町公民館（公田町210-1）[12]
- 神社
  - 日枝神社（公田町807番地）[13]
  - 熊野神社[14]
  - 諏訪神社[15]
- 公田山乘明院魚遊寺（くでんざん じょうみょういん ぎょゆうじ、通称：乗明院、公田町544-1） - 天台宗の寺。慈覚大師こと円仁の開基と伝わる。「魚遊寺」の名は鎌倉時代の建長2年、郡司が境内の池で釣りをしようと糸を垂らしたところ、池の水が沸き上がり、郡司の謝罪を受けた住職が経を上げて鎮めたという伝承による。春はボタンやツツジ、サツキ、夏は堀のハスの花が咲く。楼門は1772年造立。前橋市指定文化財の「廃覚動寺宝塔」、「阿弥陀三尊画像板碑」を所蔵している[16]。
- SuruSu祝昌こども園（旧称：祝昌第二保育園、公田町556-1） - 社会福祉法人養心会が設置する認定こども園。定員は2・3号認定70名、1号認定15名[17]。
- グループホーム みどり荘（公田町1194）[18] - 株式会社ケア・コスモスのグループホーム。2008年（平成20年）開設[19]。大小9室の居室を備える[18]。
- 住宅型有料老人ホーム 伍（公田町604-1） - 株式会社リバティー・アソシエーション（所在地同じ、法人番号：4070001031570）の住宅型有料老人ホーム。2018年（平成30年）開設。定員53名[20]。
- 昭和大橋歯科医院（公田町698-1） - 診療科目は歯科、小児歯科、歯科口腔外科、矯正歯科。 駐車場12台[21]。
- ショウワゴルフ（公田町1191） - 広さ200ヤード、打席数44のゴルフ練習場[22]。
- 有限会社毛野考古学研究所（けのこうこがくけんきゅうじょ、公田町1002番地1、法人番号：2070002006689 ） - 2002年（平成14年）設立。遺跡の発掘調査を実施している[23]。